# Rue du Moulin-Vert
Rue du Moulin-Vert är en gata i Quartier du Petit-Montrouge och Quartier de Plaisance i Paris fjortonde arrondissement. Gatans namn är av oklart ursprung. Rue du Moulin-Vert börjar vid Avenue du Maine 218 och slutar vid Rue de Gergovie 69.

## Omgivningar
- Saint-Pierre de Montrouge
- Impasse du Moulin-Vert
- Square du Chanoine-Viollet
- Rue d'Alésia
- Villa d'Alésia
- Jardin Lionel-Assouad

## Bilder
| - Gatuskylt. - Saint-Pierre de Montrouge. - Square du Chanoine-Viollet. - Jardin Lionel-Assouad. |

## Kommunikationer
- Tunnelbana – linje  – Alésia
- Busshållplats Alésia – Les Plantes – Paris bussnät

### Webbkällor
- ”Rue du Moulin-Vert”. Mairie de Paris. https://web.archive.org/web/20160303171244/http://www.v2asp.paris.fr/commun/v2asp/v2/nomenclature_voies/Voieactu/6548.nom.htm. Läst 20 december 2023.
- ”Rue du Moulin-Vert (14ème arrondissement)”. Les rues de Paris. https://web.archive.org/web/20160409064724/http://www.parisrues.com/rues14/paris-14-rue-du-moulin-vert.html. Läst 20 december 2023.